# Aeroporto Internazionale Felipe Ángeles
L'Aeroporto Internazionale Felipe Ángeles (in spagnolo: Aeropuerto Internacional General Felipe Ángeles), colloquialmente conosciuto con l'acronimo AIFA (IATA: NLU, ICAO: MMSN), è un aeroporto messicano che si trova a 48,8 km a nord-nordest del centro storico di Città del Messico ed è stato progettato per decongestionare il vecchio Aeroporto Internazionale di Città del Messico-Benito Juárez (AICM).
La sua costruzione è iniziata il 17 ottobre 2019 sui terreni dell'ex Aeroporto militare di Santa Lucía ed è inaugurato il 21 marzo 2022 dal presidente Andrés Manuel López Obrador, è il secondo più grande del Paese per dimensioni, dopo l'Aeroporto Internazionale di Cancún.
Prende il nome da Felipe Ángeles (1868-1919), uno dei protagonisti della rivoluzione messicana.

## Terminal passeggeri
- Una piattaforma principale denominata “Piattaforma Est” in calcestruzzo idraulico con 17 posizioni di cui:
- 5 postazioni di contatto con avvicinamento attraverso il piazzale (postazioni da 501 a 505).
- 12 postazioni (postazioni da 106 a 116 e 506) con la capacità di adattarsi a ricevere due aeromobili più piccoli (come le postazioni 106A, 106B, 107A, 107B, ecc.), con ponti per l'imbarco e lo sbarco simultanei collegati a 2 ponti di imbarco ciascuno.
- 11 postazioni remote sul “piazzale centrale” in cemento idraulico, di cui 5 hanno la capacità di ospitare due aeromobili più piccoli.
- Area check-in con:
  - 100 banchi convenzionali
  - 86 chioschi self-service
  - 20 banchi drop-off
  - Un altro gruppo di questi per la futura crescita, su una superficie di 5410 m²
  - 22 nastri di sicurezza a raggi X.
  - 6 nastri di sicurezza aggiuntivi per una crescita futura, su una superficie di 4740 m².

- Una lounge per le partenze, con una superficie di 29 100 m² e 5087 posti a sedere.
- Una sala di riconsegna bagagli, che copre una superficie di 13 015 m², comprendente:
  - 3 caroselli per il ritiro dei bagagli nazionali.
  - 4 caroselli per la riconsegna dei bagagli internazionali.
  - 4 caroselli aggiuntivi per la crescita futura.
- 1312,50 m² di area VIP.[2]

## Piste
L'aeroporto dispone di tre piste per operazioni simultanee.
| Classificazione | Lunghezza | Larghezza | Codice OACI | Categoria  | Uso principale |
| --------------- | --------- | --------- | ----------- | ---------- | -------------- |
| 04L-22R         | 4500 m    | 45 m      | 4F          | ILS CAT I¹ | civile         |
| 04C-22C         | 4500 m    | 45 m      | 4E          | ILS CAT I  | civile         |
| 04R-22L         | 3500 m    | 45 m      | n/d         | VFR        | militare       |

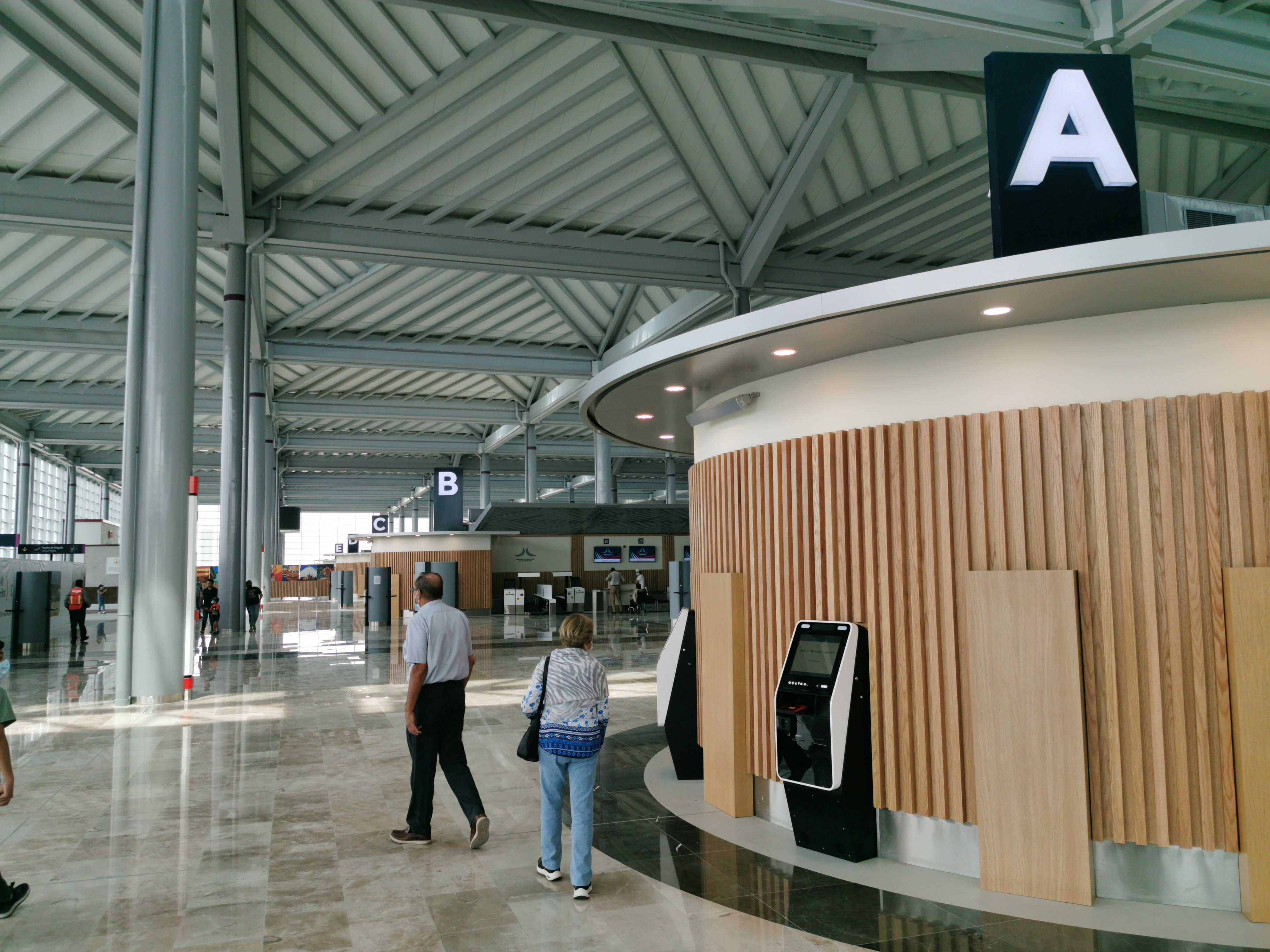
Immagine del Terminal passeggeri

Inizialmente, nel 2019 il SEDENA aveva comunicato che le piste civili avrebbero avuto un sistema di avvicinamento di precisione di CAT III, ma il 16 dicembre 2021, quando insieme al SICT e SENEAM hanno presentato i dati ufficiali dell'aerodromo nella pubblicazione delle informazioni aeronautiche, il sistema ILS è stato dichiarato di CAT I.
L'Aeroporto dispone di un sistema di luci bianche per l'asse della pista e di luci verdi per l'asse della via di rullaggio, essendo fino al 2022 l'unico aeroporto in Messico a utilizzare questi ausili visivi.

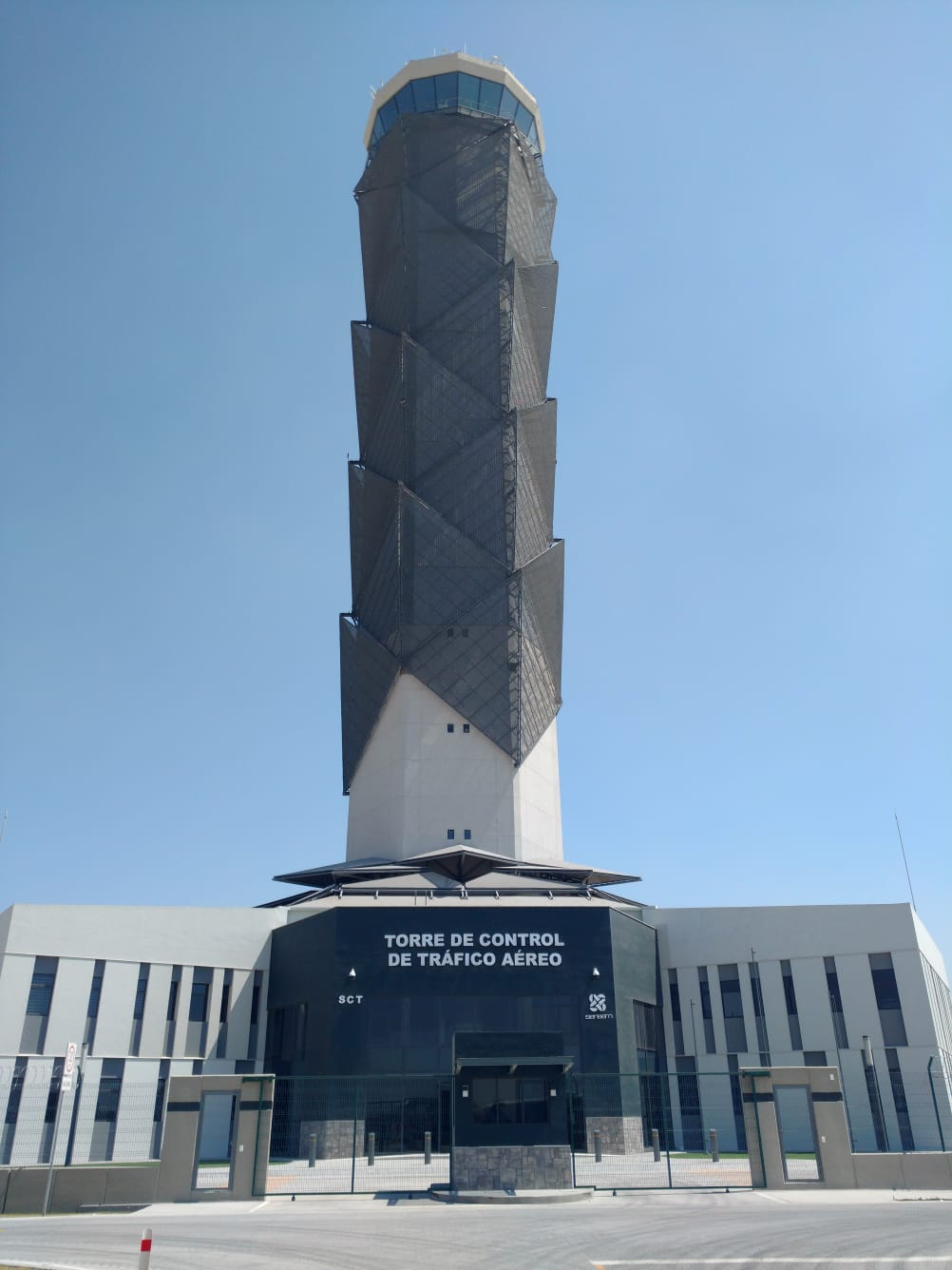
Torre di controllo del traffico aereo dell'aeroporto

La pista 04R-22L è limitata all'uso militare, con regole di volo a vista VFR, e si trova sul percorso del Cerro de Paula, con un'altitudine massima di 2625 m sopra il livello del mare. È stato inaugurato dopo un atterraggio il 10 febbraio 2021. Il Presidente López Obrador ha guidato la cerimonia sulla pista d'atterraggio, lunga 3500 m e larga 45 m. L'inaugurazione è stata anticipata per celebrare il 106º anniversario della FAM.
Il Presidente López Obrador è salito a bordo di un Boeing 737-800 dell'Aeronautica militare messicana, è stato il primo aereo ad atterrare nella nuova struttura militare.
Nel 2023 l'aeroporto è stato dotato di sistemi di atterraggio strumentale (ILS) di categoria 2 e 3.

## Aerolinee e collegamenti
| Collegamenti nazionali | Collegamenti nazionali |
| Aerolinea              | Destinazioni |
| ---------------------- | --- |
| Aeroméxico             | Cancún |
| Aeroméxico Connect     | Colima, Durango, Guadalajara, Mérida, Monterrey, Oaxaca, Puerto Vallarta, Tulum, Veracruz |
| Aerus                  | Poza Rica, San Luis Potosí, Uruapan |
| Magnicharters          | Cancún, Huatulco |
| Mexicana de Aviación   | Campeche, Chetumal, Ciudad Victoria, Guadalajara, Ixtapa/Zihuatanejo, Ixtepec, Mazatlán, Mérida, Monterrey, Palenque, Puerto Vallarta, San José del Cabo, Tijuana, Tulum |
| TAR                    | Querétaro |
| Viva Aerobus           | Acapulco, Cancún, Chetumal, Chihuahua, Ciudad Juárez, Ciudad Obregón, Culiacán, Guadalajara, Hermosillo, Huatulco, Ixtapa/Zihuatanejo, La Paz, León/Bajio,Matamoros, Mazatlán, Mérida, Monterrey, Nuevo Laredo, Oaxaca, Puerto Escondido, Puerto Vallarta, Reynosa, Saltillo (previsto dal 31 ottobre 2025), San José del Cabo, Tampico, Tepic, Tijuana, Tulum, Tuxtla Gutiérrez, Veracruz (previsto dal 1° novembre 2025), Villahermosa |
| Volaris                | Cancún, Guadalajara, La Paz, Mérida, San José del Cabo, Tijuana |

| Collegamenti internazionali (esistenti e programmati) | Collegamenti internazionali (esistenti e programmati)                                                               |
| Città                                                 | Aerolinee |
| America del nord                                      | America del nord |
| ----------------------------------------------------- | --- |
| Canada                                                | |
| Toronto                                               | Air Canada (In programma) / Mexicana de Aviación (In programma)                                                     |
| Montréal                                              | Mexicana de Aviación (In programma)                                                                                 |
| Vancuver                                              | Mexicana de Aviación (previsto dal 2025)                                                                            |
| Stati Uniti                                           | |
| Boston                                                | Mexicana de Aviación (In programma)                                                                                 |
| Charlotte                                             | Mexicana de Aviación (In programma)                                                                                 |
| Chicago-O'Hare                                        | Viva Aerobus (previsto dal 13 novembre 2025) / Mexicana de Aviación (In programma)                                  |
| Cleveland                                             | Mexicana de Aviación (In programma)                                                                                 |
| Dallas-Fort Worth                                     | Viva Aerobus (previsto dal 20 novembre 2025) / Mexicana de Aviación (In programma)                                  |
| Denver                                                | Viva Aerobus (previsto dal 21 novembre 2025)                                                                        |
| Detroit                                               | Mexicana de Aviación (In programma)                                                                                 |
| Fort Lauderdale-Hollywood                             | Mexicana de Aviación (In programma)                                                                                 |
| Houston-Intercontinental                              | Aeroméxico Connect / Viva Aerobus (previsto dal 20 novembre 2025)                                                   |
| Los Ángeles                                           | Viva Aerobus (previsto dal 1° novembre 2025) / Delta Air Lines (In programma) / Mexicana de Aviación (In programma) |
| McAllen                                               | Aeroméxico Connect                                                                                                  |
| Miami                                                 | Viva Aerobus (previsto dal 21 novembre 2025) / Mexicana de Aviación (In programma)                                  |
| New York-John F. Kennedy                              | Mexicana de Aviación (In programma)                                                                                 |
| Orlando                                               | Viva Aerobus (previsto dal 20 novembre 2025)                                                                        |
| Phoenix                                               | Mexicana de Aviación (In programma)                                                                                 |
| Centro America e Caraibi                              | |
| Cuba                                                  | |
| La Habana                                             | Magnicharters / Viva Aerobus / Mexicana de Aviación (previsto dal 2025)                                             |
| República Dominicana                                  | |
| Punta Cana                                            | Arajet |
| Santo Domingo-Las Americas                            | Arajet |
| Costa Rica                                            | |
| San Josè                                              | Mexicana de Aviación (previsto dal 2025)                                                                            |
| Panama                                                | |
| Città di Panama                                       | Mexicana de Aviación (previsto dal 2025)                                                                            |
| Honduras                                              | |
| Tegucigalpa-Comayagua                                 | Mexicana de Aviación (previsto dal 2025)                                                                            |
| Roatán                                                | TAH Airlines (In progetto)                                                                                          |
| Tegucigalpa-Toncontín                                 | TAH Airlines (In progetto)                                                                                          |
| Sud America                                           | |
| Colombia                                              | |
| Bogotá                                                | Viva Aerobus / Mexicana de Aviación (previsto dal 2025)                                                             |
| Ecuador                                               | |
| Quito-Mariscal Sucre                                  | Aeroregional (In progetto)                                                                                          |
| Guayaquil                                             | Aeroregional (In progetto)                                                                                          |
| Venezuela                                             | |
| Caracas                                               | Conviasa |
| Paraguay                                              | |
| Asunción                                              | Mexicana de Aviación (previsto dal 2025)                                                                            |
| Perù                                                  | |
| Lima                                                  | Mexicana de Aviación (previsto dal 2025)                                                                            |
| Europa                                                | |
| Spagna                                                | |
| Madrid-Barajas                                        | Air Europa (In progetto)                                                                                            |
| Africa                                                | |
| Marocco                                               | |
| Casablanca                                            | Royal Air Maroc (In progetto)                                                                                       |
| Asia                                                  | |
| India                                                 | |
| Bombay                                                | Air India (In progetto)                                                                                             |

NOTE:
- In progetto: trattative in corso con il Governo del Messico per l'attivazione della rotta
- In Programma: rotta autorizzata ma non ancora confermata dalla linea aerea
- Previsto dal: rotta già confermata dalla linea aerea, ma non ancora in servizio

## Trasporti urbani
Autobus: diverse linee di autobus collegano il terminal dell'AIFA con Città del Messico e alcune città nelle vicinanze.
| Per/dalla Città del Messico                                     | Per/dalla Città del Messico                                                                    |
| Autolinea                                                       | Destinazioni e corrispondenze con metro, filobus e tren ligero                                 |
| --------------------------------------------------------------- | ---------------------------------------------------------------------------------------------- |
| Autotransportes San Pedro Santa Clara km 20                     | Metro Indios Verdes , Metro La Raza                                                            |
| Autovías/La Línea                                               | Terminal del Norte , Terminal del Sur                                                          |
| Ecoelite                                                        | Monumento a la Revolución , Palacio de Bellas Artes , Plaza Satélite, Hotel Real Inn Perinorte |
| Estrella Blanca (Conexión)                                      | Terminal del Norte                                                                             |
| Futura                                                          | Terminal del Norte                                                                             |
| Flecha Roja                                                     | Terminal Observatorio                                                                          |
| ADO Conecta                                                     | TAPO , AICM-T1                                                                                 |
| ADO                                                             | Terminal del Norte , Metro Indios Verdes                                                       |
| Ebus                                                            | WTC, Ángel de la Independencia, Auditorio Nacional                                             |
| Caminante                                                       | Palacio de Bellas Artes , Santa Fe                                                             |
| Pullman de Morelos                                              | Perisur, AICM-T1                                                                               |
| Conexión                                                        | Terminal del Norte                                                                             |
| ETN/VIVABUS                                                     | Ángel de la Independencia, Palacio de Bellas Artes , Terminal del Sur , Terminal del Norte     |
| NOTA: Metro L12 Observatorio al 2025 era ancora in costruzione. |                                                                                                |
| Per/da altre città del Messico                                  |                                                                                                |
| ADO                                                             | Pachuca, Poza Rica, Puebla, Tuxpan                                                             |
| Autovías/La Línea                                               | Atlacomulco, Jilotepec, Morelia, Tepotzotlán                                                   |
| GVM/AVM Ovnibus                                                 | Actopan, Huehuetoca, Ixmiquilpan, Progreso de Obregón, Pachuca                                 |
| Caminante                                                       | Cuautitlán Izcalli, Toluca-Comonfort, Toluca-Tollocan                                          |
| Costa Line                                                      | Acapulco, Chilpancingo                                                                         |
| Estrella Roja                                                   | Puebla                                                                                         |
| Estrella Blanca (Conexión)                                      | Pachuca                                                                                        |
| ETN/VIVABUS                                                     | Querétaro, San Juan del Río, Tepotzotlán                                                       |
| Flecha Roja                                                     | Tepotzotlán                                                                                    |
| Futura                                                          | Pachuca, Tulancingo                                                                            |
| ODM                                                             | Huauchinango, Pachuca, Poza Rica, Tampico, Tuxpan                                              |
| ODT                                                             | Pachuca                                                                                        |
| Primera Plus                                                    | León, Celaya, San Miguel de Allende, Querétaro, San Juan del Río                               |
| Pullman de Morelos                                              | Cuernavaca                                                                                     |

Treno: una linea ferroviaria è in costruzione e secondo i progetti dall'agosto 2025 dovrebbe collegare il terminal dell'AIFA con la stazione Buenavista di Città del Messico e Pachuca.
| Linea                                     | Km | Inaugurazione        | Corrispondenza con metro e metrobus |
| ----------------------------------------- | -- | -------------------- | ----------------------------------- |
| Città del Messico Buenavista-AIFA         | 41 | agosto 2025 prevista |                                     |
| Città del Messico Buenavista-AIFA-Pachuca | 92 | 2027 prevista        |                                     |